# Roger Marx

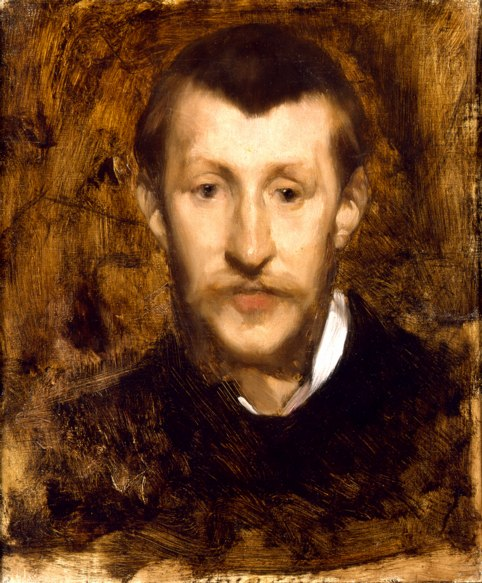
Porträt Roger Marx von Eugène Carrière 1886, im Musée d’Orsay.

Roger Marx (* 28. August 1859 in Nancy; † 13. Dezember 1913 in Paris) war ein französischer Kunstkritiker.
Er ist der Vater des gleichnamigen Schriftstellers, Essayisten, Journalisten und Sammlers Claude Roger-Marx (1888–1977).

## Schriften (Auswahl)
- 1886: Henri Regnault (1843–1871)
- 1892: Constantin Guys (1802–1892)
- 1898: E. Boudin (1824–1898)
- 1896: L’Image. Literarische und künstlerische Zeitschrift mit Holzschnitten (in Zusammenarbeit mit Tony Beltrand, August Lepére und Léon Ruffe)
- 1898: Die Französischen Medailleure unserer Zeit. Eine Sammlung von 442 Medaillen und Plaquetten herausgegeben und mit einem Vorwort versehen von Roger Marx
- 1900: Exposition Centennale de L’Art Français 1800–1900 – Des Origines à la Fin du XIX Siècle (Die französische Kunst von 1800 bis 1900 – Die Ursprünge bis zum Ende des 19. Jahrhunderts)
- 1900: 250 Meisterwerke der Plakatkunst 1896–1900, Sammlung Les Maîtres de L’Affiche
- 1900: La décoration et les industries d'art à l’Exposition Universelle de 1900, (Dekoration und Kunst bei der Weltausstellung 1900)
- 1901: Toulouse-Lautrec (1864–1901), Das graphische Werk, Sammlung Ludwig Charell
- 1904: Exposition des œuvres du peintre Henri Matisse, (Ausstellung der Werke von Henri Matisse)

## Nachweise
1. ↑  Catherine Meneux: „MARX, Roger“ (Memento des Originals vom 6. Januar 2014 im Internet Archive)  Info: Der Archivlink wurde automatisch eingesetzt und noch nicht geprüft. Bitte prüfe Original- und Archivlink gemäß Anleitung und entferne dann diesen Hinweis., notice de l’Institut national d’histoire de l’art (INHA).
2. ↑  Nachruf von Méneux Catherine „Regards de critiques d’art autour de Roger Marx (1859–1913)“ (Die Augen des Kunstkritikers Roger Marx)

| Personendaten    | Personendaten               |
| ---------------- | --------------------------- |
| NAME             | Marx, Roger                 |
| ALTERNATIVNAMEN  | Marx-Roger Claude           |
| KURZBESCHREIBUNG | französischer Kunstkritiker |
| GEBURTSDATUM     | 28. August 1859             |
| GEBURTSORT       | Nancy                       |
| STERBEDATUM      | 13. Dezember 1913           |
| STERBEORT        | Paris                       |